# Synagoga w Baligrodzie
Synagoga w Baligrodzie – nieistniejąca synagoga znajdująca się w Baligrodzie w północno-zachodniej części rynku. Stanęła przypuszczalnie w miejscu starej synagogi, obecnie Plac Wolności 29.
Synagoga została zbudowana na przełomie XIX i XX wieku. Była murowana, na planie prostokąta, dwukondygnacyjna, nakryta dachem dwuspadowym. Podczas II wojny światowej synagoga została zniszczona przez hitlerowców. W 1960 spłonął dach. Zimą 1961 zawaliła się część ścian budynku. Jako ruina istniała przynajmniej do 1964. Później została rozebrana.
Jesienią 1960 filmowano w budynku sceny do filmu Ogniomistrz Kaleń (na podstawie książki Łuny w Bieszczadach).